# Eroti

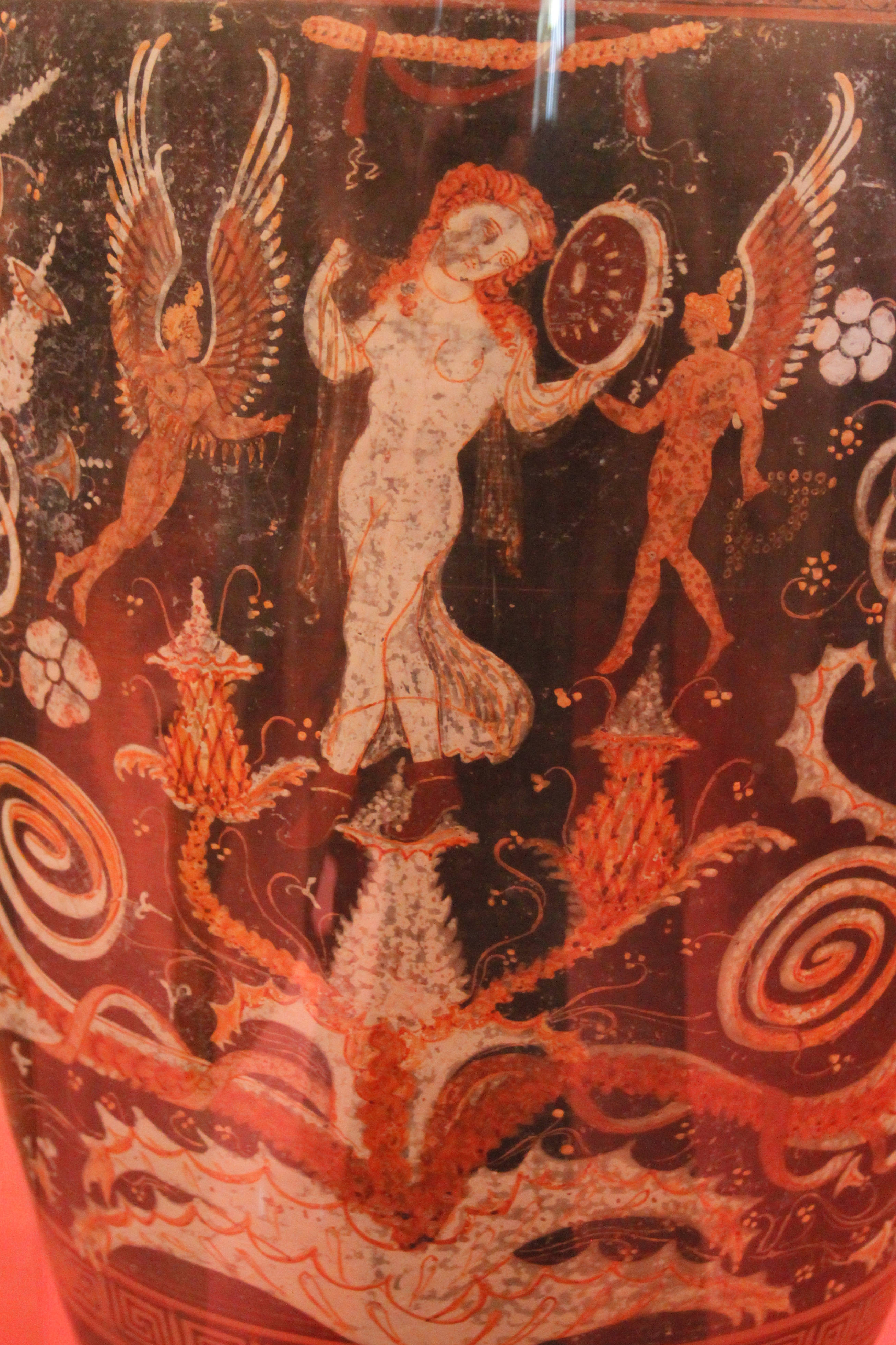
Particolare dell'anfora del IV secolo a.C. (opera del c.d. "Pittore di Afrodite") conservata al Museo archeologico di Paestum. La figura rappresentata è Afrodite, dea della fertilità, e richiama il suo arrivo sull'isola di Cipro: al suo passaggio la vegetazione esplode rigogliosa. La dea è circondata da due eroti con ali di colomba.

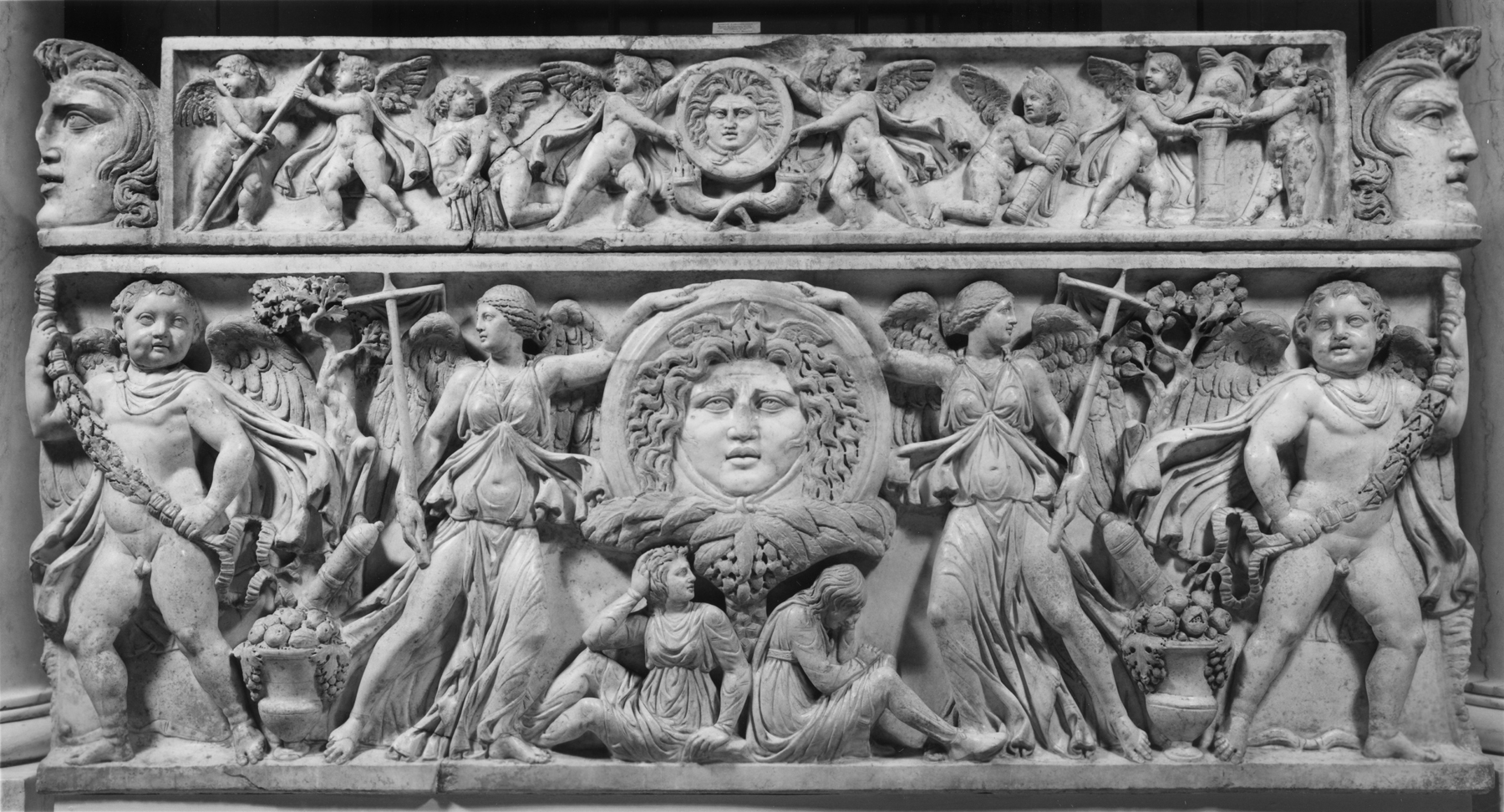
Sarcofago romano risalente al III secolo d.C., in marmo tasio; oggi conservato al The Walters Art Museum in Baltimora. L'immagine in altorilievo rappresenta simbolicamente la celebrazione della vittoria della vita sulla morte: le due figure poste ai lati di un grande scudo con testa di Gorgone rappresentano la dea Vittoria; le due figure poste sotto lo scudo centrale, inserite come barbari sconfitti in un trionfo, sono di sesso femminile (la particolarità risiede in quella di destra, in atteggiamento di sofferente lamento, mentre la figura di sinistra assume un atteggiamento di orgoglio con la testa ben sollevata); verso gli angoli, figure grandi di Eros (eroti) che indossano ghirlande di alloro; sulla parte superiore del sarcofago, ancora figure alate di eroti imitano la medesima scena centrale posta in basso, mentre altri ancora innalzano un trofeo consistente in un'armatura.

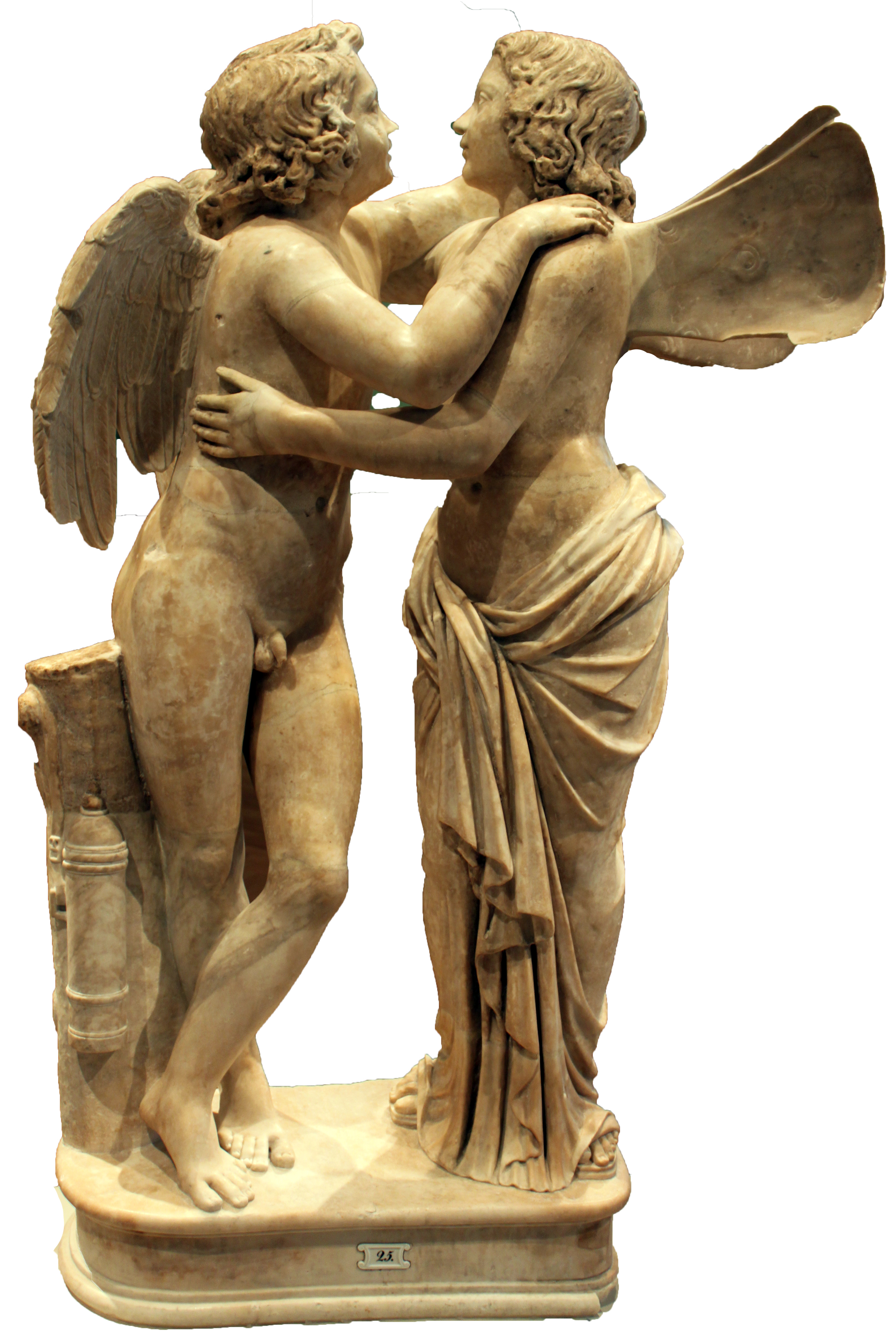
Amor e Psyche. Scultura romana su modello greco risalente al II secolo d.C. conservata all'Altes Museum di Berlino. La vicenda di Amor e Psyche è narrata nelle Metamorfosi di Apuleio (II d.C.). Il dio Amor (Eros) si innamora della bellissima fanciulla Psyche e le fa visita ogni notte con il patto che ella non cerchi mai di vedere il suo volto. Psyche tradisce il patto e Amor si allontana da lei. Per riconquistare l'amato, Psyche si sottopone a durissime prove impostegli da Venere (Afrodite) finché lo stesso dio Giove (Zeus), mosso a compassione, non l'aiuta facendogli così conquistare l'immortalità e quindi accogliendola sull'Olimpo come sposa di Amor. Amor e Psyche rappresentano l'amore umano e quello divino, inteso come il percorso spirituale che l'anima umana (Psyche) deve intraprendere per tornare ad essere puramente "divina" dopo aver scontato i propri errori. Il tema è spesso raffigurato nei sarcofaghi come immagine della felicità nell'oltretomba.

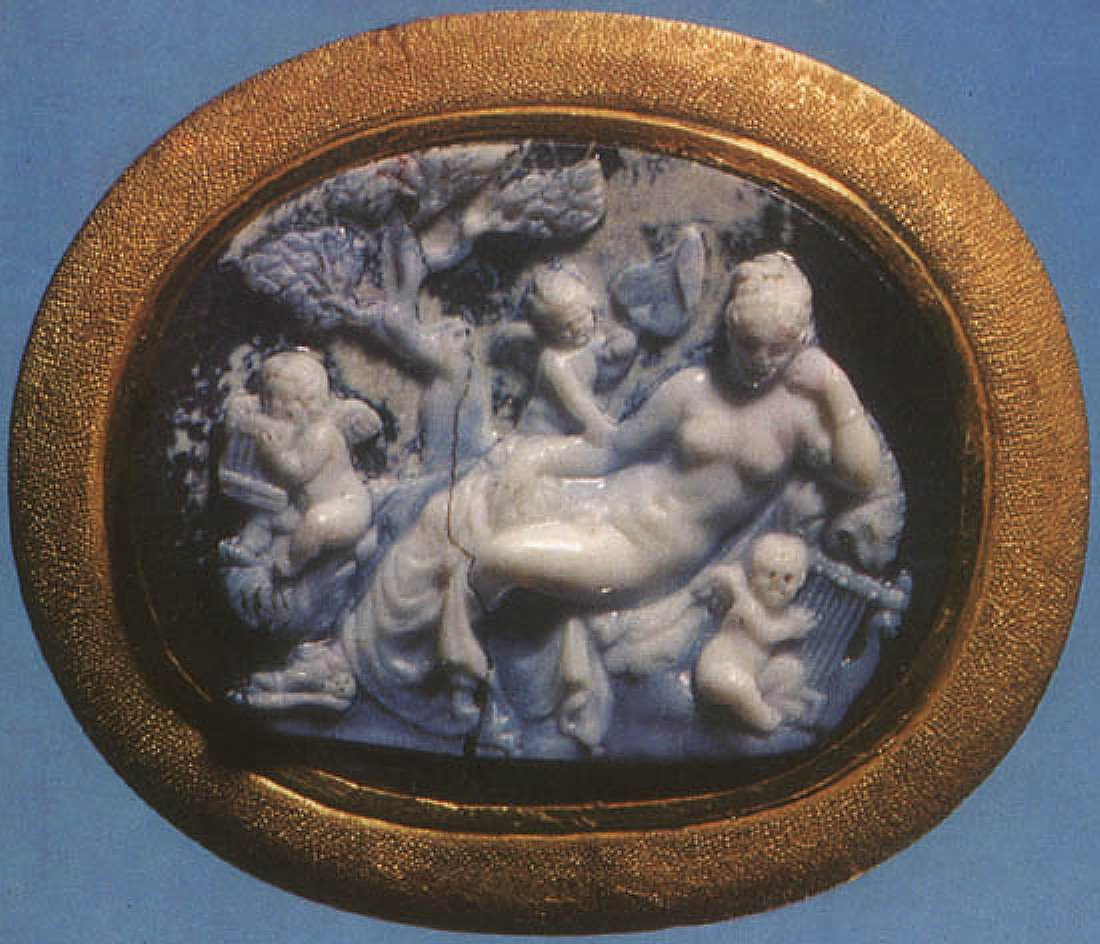
Cammeo raffigurante il dio Ermafrodito con eroti. Conservato al Museo dell'Hermitage (San Pietroburgo, Russia) l'opera, risalente al I secolo d.C. proviene dall'Egitto ed è attribuita a Sostratos. Nel IV secolo a.C. Ermafrodito viene rappresentato come un ragazzo con i seni sviluppati, successivamente come la dea Afrodite ma con i genitali maschili.

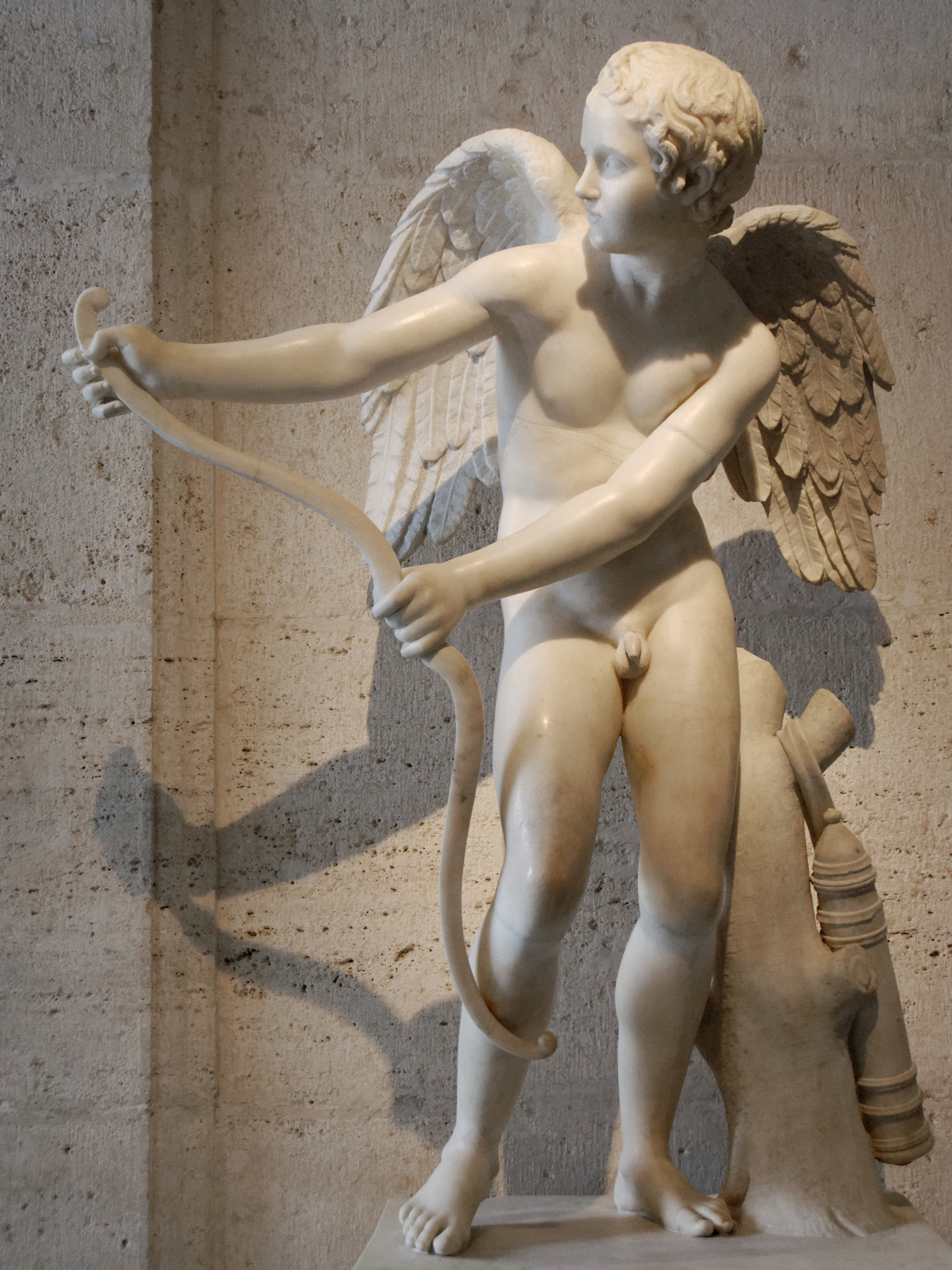
Eros che incorda l'arco - Copia romana in marmo, rinvenuta nel Ninfeo degli Eroti di Ostia, dall'originale di Lisippo conservata nei Musei Capitolini di Roma.
La prima menzione di Eros armato di arco e frecce la si riscontra nell'opera di Euripide Ifigenia in Aulide:

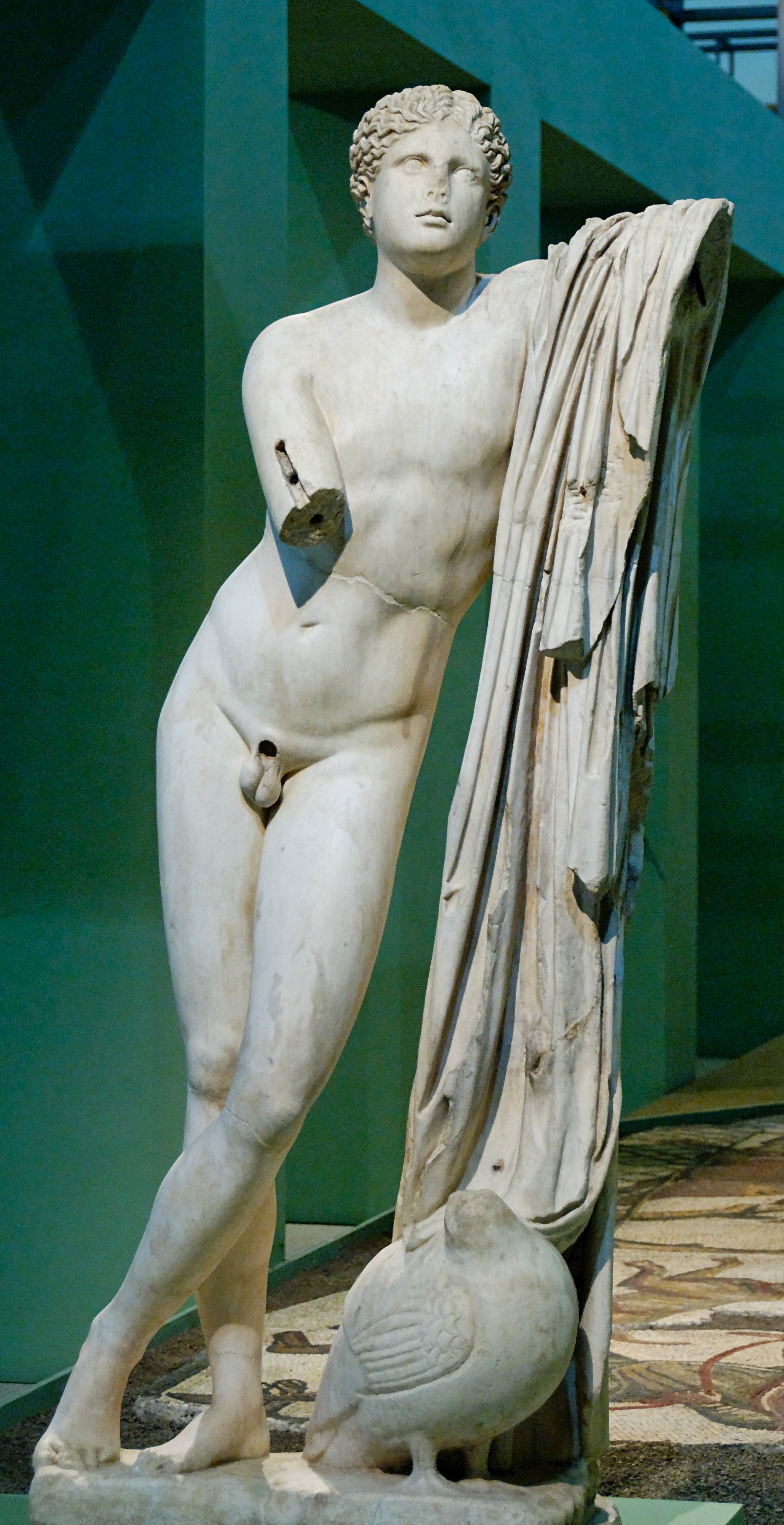
Statua di Pothos,
copia in marmo di età adrianea da originale del IV secolo a.C. attribuito a Skopas (Σκόπας). Rinvenuta nell'area di via Cavour (Roma) nel 1940 è oggi conservata ai Musei capitolini di Roma. Skopas, secondo Pausania è anche autore di un Eros, di un Imeros e di un Pothos collocati nel tempio di Afrodite Prassi, questo già ricordato da Senofonte. Pausania, rispetto a queste figure divine ricorda anche che «se diversi sono i loro nomi, così diverse sono anche le loro funzioni.»

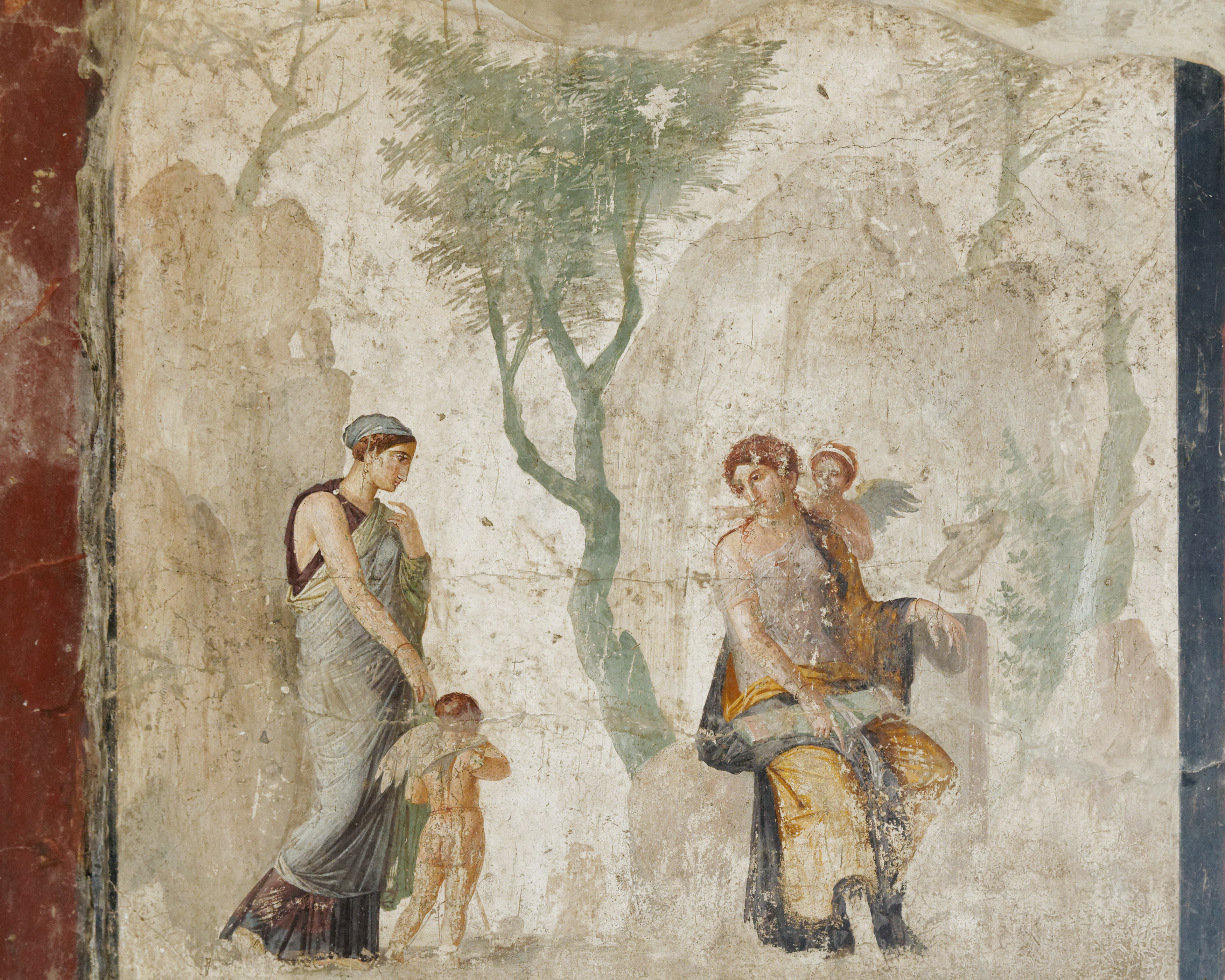
Affresco di epoca romana da Pompei, oggi conservato al Museo archeologico nazionale di Napoli. Sulla sinistra la dea Suada (lat., gr. Peitho, Persuasione) accompagna Amor (Eros) da Venus (Afrodite, Venere) per farlo punire per aver scagliato su un bersaglio errato la sua freccia. Alle spalle di Venus, Anteros.

(Euripide Ifigenia in Aulide 542-50. Traduzione di Filippo Maria Pontani in Euripide Le tragedie. Milano, Mondadori, 2007)
(Teognide, I, 1345. Traduzione di Marina Cavalli. Milano, Mondadori, 2007, pp. 186-187.)

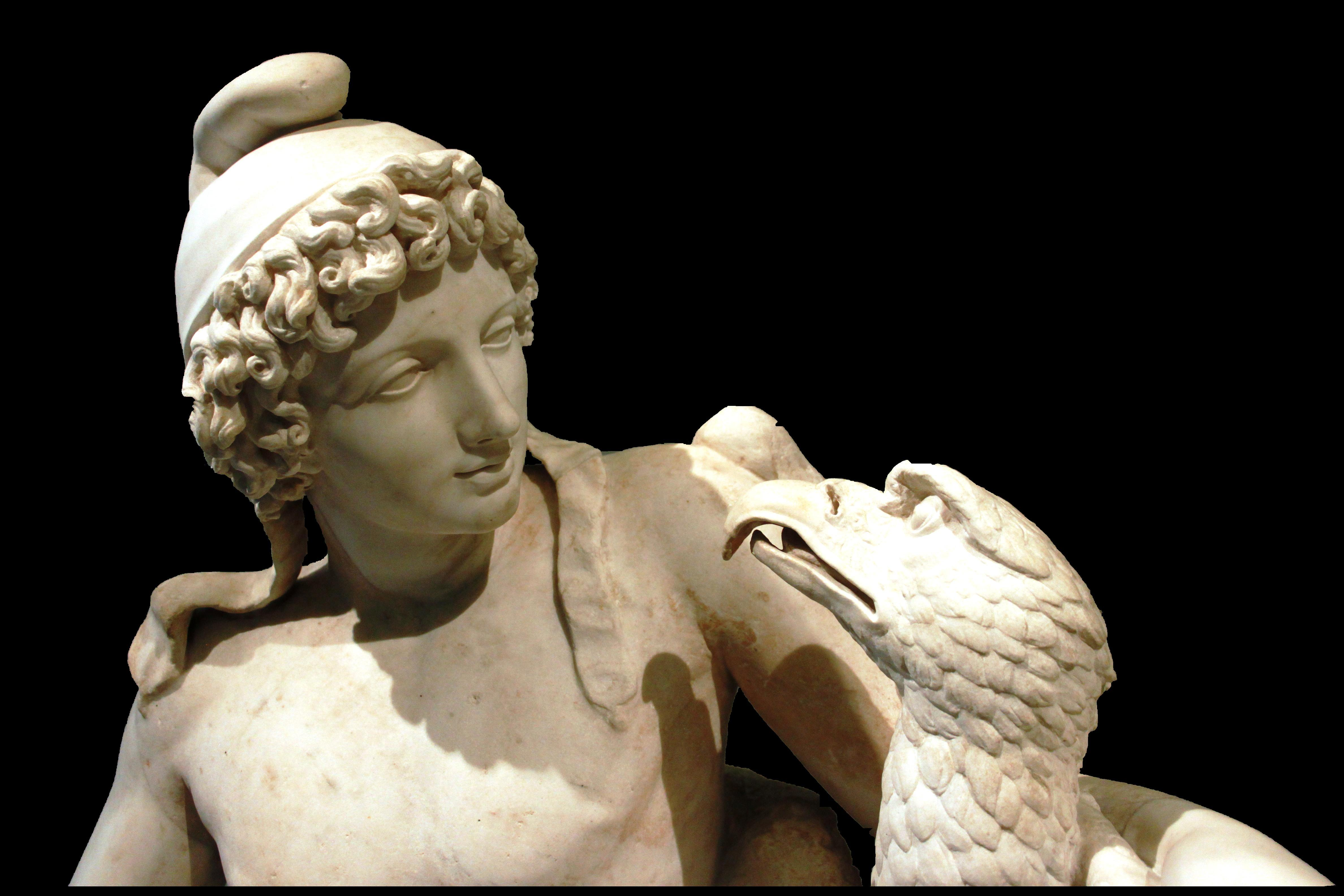
Ganimede con aquila. Particolare di una scultura della seconda metà del II secolo d.C., da un modello tardo ellenistico a sua volta derivato dall'ambito figurativo greco del IV secolo a.C. Conservato al Museo archeologico nazionale di Napoli. Ganimede (Γανυμήδης) è nell'Iliade, rapito da dagli dèi per divenire il coppiere di Zeus. Nell'inno omerico Ad Afrodite viene trascinato via da un vento. Successivamente si immagina rapito dall'aquila di Zeus, oppure dallo stesso Zeus che ha preso le sembianze di un'aquila. Se precedentemente sono gli dèi, o lo stesso Zeus, a volere semplicemente un bel coppiere identificato in Ganimede, a partire da Teognide la tradizione greca eroticizza il racconto in senso pederastico trasformandolo nell'amasio di Zeus:

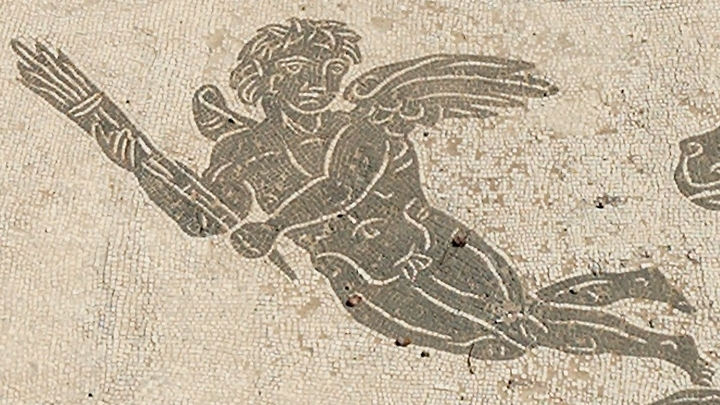
Imene (Ὑμέναιος), in un mosaico rinvenuto ai Bagni di Nettuno (Ostia antica). Imene, il cui corrispondente romano è Talassio, è una divinità del matrimonio derivata dai canti dell'epitalamio. Viene rappresentato di belle fattezze, biondo e mentre reca una torcia per il corteo nuziale serale.

Gli Eroti (in greco antico: Ἒρωτες?, Èrōtes), adattati in lingua italiana anche come Amori o Amorini,  sono un insieme di figure collettivamente associate all'amore divino e alla sessualità, presenti all'interno della poesia e della letteratura e dell'arte classica ed ellenistica fondate sulla mitologia e sulla religione greca. Erotes (eroti) è il plurale di Eros (Ἔρως), questo il dio e la potenza divina del desiderio sessuale, e dell'amore divino a cui appartiene una ricca letteratura mitologica e teologica.
Tra gli Eroti, oltre a Eros stesso, venivano in genere contati: 
- Anteros, l'amore corrisposto
- Edilogo, le parole amorose
- Ermafrodito, l'androginia
- Imene, l'amore coniugale
- Imero, l'amore impetuoso
- Pothos, il desiderio nostalgico e irrecuperabile

Con il termine "Eroti" si indicano anche quei devoti alla divinità di Eros nei suoi centri di culto a Filadelfia e a Pario nella Misia.
Nella filosofia neoplatonica di Plotino gli Erotes sono quei due aspetti, o dèmoni, individuali, delle anime degli uomini che corrispondono rispettivamente da una parte a quell'Afrodite intesa come "Anima universale", purissima ed esclusivamente rivolta al Nous (νοῦς) nella cui contemplazione genera l'Eros divino, e dall'altra a quella Afrodite intesa come "Anima del mondo" che invece genera un altro Eros che presiede alle unioni umane.
Gli Eroti, spesso raffigurati nella forma di fanciulli alati, divengono motivo costante dell'arte ellenistica, ma possono anche apparire spesso nell'arte romana in forma di Erotes, Cupido o di Amorini laddove tuttavia:
(Antichità classica vol. I (coordinamento editoriale: Eugenia Dossi). Milano, Garzanti, 2005, p.518)
Nella successiva tradizione classica dell'arte occidentale (soprattutto nel barocco e nel rococò), gli Eroti divengono sempre più onnipresenti come motivo decorativo e indistinguibili dalle figure conosciute col nome di putti o amorini.

## Ambito mitologico e letterario
- La prima apparizione di  Eros (Ἔρως) è nelle opere attribuite ad Omero. In tale contesto Eros non viene personificato, quanto piuttosto come principio divino corrisponde all'irrefrenabile desiderio fisico come quello vissuto da Paride nei confronti di Elena (Iliade III, 441-2)  o ancora lo stesso desiderio provato da Zeus nei confronti di Era (Iliade XIV, 293-5) o, infine, ciò che rende tremanti le membra dei proci di fronte a Penelope (Odissea XVIII, 212-3).
- Nei lirici greci del VII/VI a.C. tale principio divino si spiritualizza ma presenta comunque delle caratteristiche crudeli e ingestibili. Manifestandosi improvvisamente, Eros agita in modo cupo le sue vittime:

(Saffo 61. Traduzione di Marina Cavalli, in Lirici greci. Milano, Mondadori, 2007, pag.273)
- Nell'opera teogonica di Esiodo sono due i passaggi che riguardano Eros qui attestato per la prima volta come quel dio primordiale in grado di domare con la passione sia gli dèi che gli uomini:

(Teogonia 120-2. Traduzione di Cesare Cassanmagnago, in Esiodo. Tutte le opere e i frammenti con la prima traduzione degli scolii. Milano, Bompiani, 2009, pag.121)
- In un secondo passaggio Esiodo evidenzia Eros come quel dio che, insieme ad Himeros (Ἵμερος,[24]), accompagna Afrodite appena nata[25]:

γεινομένῃ τὰ πρῶτα θεῶν τ᾽ ἐς φῦλον ἰούσῃ.»
(Teogonia 201-2. Traduzione di Cesare Cassanmagnago, in Esiodo. Tutte le opere e i frammenti con la prima traduzione degli scolii. Milano, Bompiani, 2009, pag.127)
Nota lo scoliaste che mentre Eros nasce dalla vista, Himeros nasce dal sentimento di brama (epythimeìn) dopo aver visto.
- In un frammento di una tragedia perduta di Euripide, da lui scritta prima del 422 a.C., Stheneboia (Σθενέβοια) si sostiene che esistano due Eros[26] Così come nella sua Ifigenia in Aulide (406 a.C.) compaiono due ambiti del dio Eros:

(Euripide Ifigenia in Aulide 542-50. Traduzione di Filippo Maria Pontani in Euripide Le tragedie. Milano, Mondadori, 2007)
Uno degli Amori provoca la sophia, mentre l'altro distrugge l'anima dell'uomo.
- Accanto alle divinità di Eros e Himeros, si pone il dio Anteros (Ἀντέρως, lett. "contro amore" inteso come amore ricambiato[28]) come divinità che si oppone o completa la potenza di Eros, intendendo sia l'amore ricambiato sia l'amore di chi è amato confrontato a quello di chi ama. In quest'ultimo senso era anche la divinità propria dell'amore pederastico proprio dei ginnasi[29]. Pausania ci narra di un altare di Eros e di un controaltare di Anteros collocati nel ginnasio di Elide[30] e nell'Accademia di Atene in qualità di divinità vendicatrice dell'amore respinto:

(Pausania, in  Viaggio in Grecia, I, Attica XXX, 1.  Traduzione di Salvatore Rizzo. Milano, Rizzoli, 2007, pp. 268-269)
In Cicerone in De natura deorum  (III, 23), Anteros è figlio di Afrodite e di Ares, quindi fratello di Eros. Sempre Cicerone rende conto dei complessi mitologemi afferenti a queste figure:
(Cicerone, De natura deorum, III, 23. Traduzione di Cesare Marco Calcante, pp. 356-359)
- Un'ulteriore figura accanto a Himeros viene a delinearsi con l'opera di Platone il quale, nel Cratilo[31] gli affianca Pothos (Πόθος, "nostalgia") già presente nella precedente letteratura ma che tuttavia nell'opera del filosofo ateniese viene ulteriormente a configurarsi come quel desiderio struggente per qualcuno o qualcosa che non può essere conquistato o comunque è lontano, a differenza di Himeros che si brama in quanto presente.

Così Meleagro:
ἁρπαστὸν κώμοις ὁ γλυκύδακρυς Ἔρως.

χειμαίνει δὲ βαρὺς πνεύσας Πόθος, ἀλλὰ μ᾽ ἐς ὅρμον

δέξαι, τὸν ναύτην Κύπριδος ἐν πελάγει.»
(Meleagro, In Poesia ellenistica n. 107 (Antologia Palatina, XII, 167).  Traduzione di Giulio Guidorizzi. Milano, Mondadori, 1978,p. 578-579)
Plinio in Historia Naturalis ci narra di una sua statua scolpita da Skopas (IV, sec. a.C.) e di un suo culto in Samotracia come sanctissimis caerimoniis. Pausania ci dice di una sua statua, sempre di Skopas, nel santuario di Afrodite a Megara.
Nonno di Panopoli, riprendendo Alcmane ci dice che Pothos è figlio della dea Iride (Ἶρις), questa anghelos (messaggera) degli dèi e potenza dell'arcobaleno.
ἴριδι μητρὶ Πόθοιο βιαζομένην Ἀριάδνην:»
(Nonno di Panopoli, Le dionisiache, XLVII, 340. Traduzione di Domenico Accorinti, Milano, Rizzoli, 2004, pp. 546-549.)
- Figura emergente in questo ambito è anche Πειθώ Peithṑ (Persuasione) che, se nella teogonia esiodea[37] è una figlia di Oceano, risulta anche essere un appellativo di Afrodite in qualità di titolo cultuale[38], o anche una dea del matrimonio[39], ponendosi spesso, nella letteratura e nelle arti, al seguito di Afrodite.

Pindaro, nel frammento 122 ricorda così il Senofonte della XIII olimpiade che dona cento etère al tempio di Afrodite di Corinto:
Πειθοῦς ἐν ἀφνειῷ Κορίνθῳ,

αἵ τε τᾶς χλωρᾶς λιβάνου ξανθὰ δάκρη

θυμιᾶτε, πολλάκι ματέρ’ ἐρώτων οὐρανίαν πτάμεναι

νοήματι πρὸς Ἀφροδίταν,

ὑμῖν ἄνευθ’ ἐπαγορίας ἔπορεν,

ὦ παῖδες, ἐρατειναῖς <ἐν> εὐναῖς

μαλθακᾶς ὥρας ἀπὸ καρπὸν δρέπεσθαι.

σὺν δ’ ἀνάγκᾳ πὰν καλόν»
(Pindaro, framm. 122 Maehler, 1-9)
- Imene (Ὑμέναιος) è un'ulteriore figura di questo ambito. Il suo nome deriva probabilmente dal canto proprio dell'epitalamio (ἐπιϑαλάμιος [λόγος]):  Ὑμήν, Ὑμήναι ὢ ο ὢ Ὑμήν, Ὑμήναιε[41]. Da qui la nascita di racconti che lo volevano figlio di Dioniso e di Afrodite o ancora di Apollo (o Magnete) e una Musa. In arte viene rappresentato biondo, vestito di color zafferano e con la testa coronata di fiori mentre impugna una fiaccola per il corteo nuziale serale. La sua divinità riguarda quindi il matrimonio. Lo si immaginava morto (o rapito) il giorno prima delle sue nozze o ancora che avrebbe cantato melodiosamente al matrimonio di Dioniso e Altea (o Arianna) e subito dopo perito (nella tradizione orfica viene resuscitato da Asclepio). Gli Ateniesi lo vollero fanciullo povero che ambiva sposare una ragazza benestante e non potendo ottenere la sua mano, la seguiva ovunque fino a seguirla nel suo viaggio ad Eleusi insieme ad altre compagne. Catturate dai briganti che scambiarono Imene per una ragazza, questi li uccise nel sonno, salvando l'amata e le altre fanciulle, e ottenendo la sua mano al rientro ad Atene.
- Un'ulteriore figura che non compare in letteratura ma solo su una pyxis del V secolo a.C., oggi conservata al British Museum di Londra[42], è Hedylogos (Ἡδυλογος, "dolce discorso").
- Le storie che riguardano gli Erotes sono piene anche di scherzi, dispetti e burle maliziose, un tema popolare nella cultura ellenistica, in particolare nel II secolo a.C.[43], ma anche oggetto di lamentazioni:

κεῖμαι. μὴ φείσησθ᾽, ἄφρονες: ἢν γὰρ ἐμὲ

νικήσητ᾽, ὀνομαστοὶ ἐν ἀθανάτοισιν ἔσεσθε

τοξόται, ὡς μεγάλης δεσπόται ἰοδόκης.»
(Posidippo, in  Antologia Palatina, XII, 45.  Traduzione di Filippo Maria Pontani. Torino, Einaudi, 1978, vol IV, pp. 27-28)
μὴ σαφές, ἀλλ᾽ ὁ πόνος δύεται εἰς ὄνυχα.

οἴχομ᾽, Ἔρωτες, ὄλωλα, διοίχομαι: εἰς γὰρ ἑταίραν

νυστάζων ἐπέβην, οἶδ᾽, ἔθιγον τ᾽ Ἀίδα.»
(Asclepiade, La vipera.  In  Antologia Palatina, V, 162.  Traduzione di Filippo Maria Pontani. Torino, Einaudi, 1978, vol I, pp. 198-199)
- Gli Eroti furono invocati in antichità anche in diversi incantesimi al fine di indurre all'amore o al suo contrario[44].

## Ambito teologico e filosofico
- Il tema di Eros/Amore è citato in Parmenide (V sec. a.C.)[45] ma in Empedocle (V sec. a.C.) acquisisce un ampio impianto teologico quando il filosofo siceliota pone accanto alle quattro "radici" (ριζώματα), poste a fondamento del cosmo, e motore del loro divenire nei molteplici oggetti della realtà, due ulteriori principi: Φιλότης (Amore) e Νεῖκος (Odio, anche Discordia o Contesa); avente il primo la caratteristica di "legare", "congiungere", "avvincere" (σχεδύνην δὲ Φιλότητα «Amore che avvince»[46]), mentre il secondo possiede la qualità di "separare", "dividere" mediante la "contesa". Così Amore nel suo stato di completezza è lo Sfero (Σφαῖρος), immobile (μονίη) uguale a sé stesso e infinito (ἀλλ' ὅ γε πάντοθεν ἶσος 〈ἑοῖ〉 καὶ πάμπαν ἀπείρων[47]). Egli è Dio. Significativo è il fatto che Empedocle appelli Amore con il nome di Afrodite (Ἀφροδίτη)[48], o con il suo appellativo di Kýpris (Κύπρις)[49], indicando qui la «natura divina che tutto unisce e genera la vita»[50]. Tale accostamento tra Amore e Afrodite ispirò al poeta romano Lucrezio l'inno a Venere, collocato nel proemio del De rerum natura. In questa opera Venere non è la dea dell'amplesso, quanto piuttosto «l'onnipotente forza creatrice che pervade la natura e vi anima tutto l'essere», venendo poi, come nel caso di Empedocle, opposta a Marte, dio del conflitto.
- Con Platone (V-IV sec. a.C.) si compie il fondamentale passo filosofico e teologico inerente a Eros. Nel Fedro[51] l'anima (ψυχή, psyché) umana decade dal mondo perfetto e intelligibile nel corpo fisico, durante il suo esilio prova un'irresistibile nostalgia per la condizione perduta. Nel Simposio[52] Eros è un demone figlio di Indigenza (Πενία  Penia, la madre) e Espediente (Πόρος , Poros, il padre). Povero come la madre, Eros aspira alla ricchezza del padre: Eros è quindi anche una tendenza, una mania (μανία), uno stato emotivo provocato dalla bellezza terrestre che stimola il ricordo di quella perfetta e intelligibile, celeste, da cui l'anima è caduta[53]. Non è tuttavia la "bellezza" l'oggetto del desiderio dell'anima ma la sua fecondità[54]. A questo punto il filosofo ateniese individua due tipi di Eros: l'amore sensuale (πάνδημος ἔρως, pandemos eros) attratto dalla bellezza dei corpi provocante la fecondità fisica, e l'amore celeste (ουράνιος ἔρως , oruanios eros) attratto dall'amore spirituale e provocante al fecondità spirituale[55]: «E malvagio è quell'amante che è volgare e ama il corpo più dell'anima»[56]. Il vero amante si eleva quindi per sei gradi di attrazione che lo conducono dall'attrazione fisica alla realizzazione spirituale[57]: amore per un corpo bello; amore per la bellezza fisica in sé; amore per la bellezza delle attività, delle condotte; amore per la bellezza del sapere; amore per la Bellezza in sé: «È questo il momento della vita, o caro Socrate -disse la straniera di Mantinea-, che più di ogni altro è degno di essere vissuto da un uomo, ossia il momento in cui un uomo contempla il Bello in sé. E se mai ti sarà possibile vederlo, ti sembrerà ben superiore all'oro, alle vesti, e anche ai bei ragazzi e ai bei fanciulli [...] Che cosa, dunque, noi dovremmo pensare -disse- se ad uno capitasse di vedere il Bello in sé assoluto, puro, non affatto contaminato da carni umane e da colori e da altre piccolezze mortali, ma potesse contemplare come forma unica lo stesso Bello divino?».
- Il filosofo ed esegeta di Platone, Plotino (III sec. d.C.), continuatore coerente dell'opera del filosofo ateniese, riprende, nelle Enneadi, le conclusioni dello stesso inserendo tuttavia tra le tre entità/persone da lui indicate con il termine di hypostasis (ὑπόστᾰσις): Hen (ἕν, l'Uno), il Nous (νοῦς, l'Intelletto) e la Psyche (ψυχὴ, Anima) una relazione di "processione" (πρόοδος). Dal che l'unica "realtà" consiste in queste tre hypostasis che procedono una dall'altra: dall'Uno (il Bene, il primo,  inconoscibile e ineffabile mistero dell'unità, intuibile solo per mezzo dell'esperienza religiosa) procede l'Intelletto (altro dall'Uno, è la prima molteplicità che "pensa", il mondo eterno delle Idee, è il logos dell'Uno che contempla l'Uno e da questa contemplazione deriva la sua generazione delle Idee), dall'Intelletto procede l'Anima universale (Afrodite celeste) che intermedia fra l'essere costituito dalle tre hypostasis e il mondo sensibile. Se l'Uno rende conto dell'unità del reale, e l'Intelletto della sua intelligibilità, l'Anima universale rende conto della vita e del movimento contemplando l'Intelletto con la sua parte superiore, mentre rende conto delle forme sensibili con la sua parte inferiore (Afrodite terrestre). Al di fuori di queste tre ipostasi eterne tutto il resto, quindi il mondo sensibile, è privo di realtà, è pura apparenza, inganno e non-Essere. Dall'Anima universale (Afrodite celeste) procedono l'Anima del mondo (Afrodite terrena) e le anime individuali dei viventi. Ma se l'Anima del mondo essendo vincolata al corpo dell'universo con un legame non dissolubile risulta eterna nelle sue caratteristiche sensibili, le anime individuali sono in qualche modo destinate a "ribellarsi" alle leggi dell'universo, oppure ad armonizzarsi alle stesse. Nel primo caso sono destinate alla corruzione, trasmigrando di esistenza in esistenza, cambiando corpi fisici ma potendo, se lo vogliono, riconquistare la condizione dell'unità perduta. Nella teologia plotiniana ciò che è relativo ai sensi non solo riguarda quell'ambito, ma rimanda sempre alla realtà intellegibile da cui procede. Quindi ciò che è "bello" per i sensi rimanda sempre all'"Idea" del Bello assoluto di cui l'arte ne è una rivelazione. Quindi l'artista non produce da sé, ma rivela l'Essere di cui intuisce la portata. Chi contempla l'opera d'arte esce da sé per vivere l'esperienza dell'opera solo apparentemente, in realtà è l'opera stessa con la sua bellezza che lo mette in contatto con la sua vera natura, con l'anima che è in lui. Allo stesso modo nella vita affettiva il bello corporeo può avere la funzione di rivelare ciò che è vero in noi stessi. Ne consegue che se l'uomo ricerca i beni o le bellezze sensibili lo fa innanzitutto perché questi lo richiamano all'Uno, al Bene, alla sua vera natura di cui sono immagine. Così Eros è sia una divinità che aiuta l'uomo a ricongiungersi al Bene, sia un diverso essere, un demone, che lo spinge a mischiare l'anima con la materia. Essendo molteplici gli Eros delle anime, Plotino li intende come Eroti (Erotes).
- Il filosofo tardo platonico Proclo (V sec. d.C.) è, tra l'altro, autore di un inno ad Afrodite che riassume poeticamente la teologia platonica sul tema:

καί πηγήν μεγάλην βασιλήιον, ής άπο πάντες

αθάνατοι πτερόεντες ανεβλάστησαν ’’Ερωτες,

ών οι μέν νοεροίσιν οιστεύουσι βελέμνοις

ψυχάς, όφρα πόθων αναγώγια κέντρα λαβούσαι

μητέρος ισχανόωσιν ιδείν πυριφεγγέας αυλάς:

οι δέ πατρός βουλήσιν αλεξικάκοις τε προνοίαις

ιέμενοι γενεήσιν απείρονα κόσμον αέξειν

ψυχαίς ίμερον ώρσαν επιχθονίου βιότοιο.

άλλοι δέ γαμίων οάρων πολυειδέας οίμους

αιέν εποπτεύουσιν, όπως θνητής από φύτλης

αθάνατον τεύξωσι δυηπαθέων γένος ανδρών:

πάσιν δ’ έργα μέμηλεν ερωτοτόκου Κυθερείης.

αλλά, θεά, πάντη γάρ έχεις αριήκοον ούας,

είτε περισφίγγεις μέγαν ουρανόν, ένθα σέ φασι

ψυχήν αενάοιο πέλειν κόσμοιο θεείην,

είτε καί επτά κύκλων υπέρ άντυγας αιθέρι ναίεις

σειραίς υμετέραις δυνάμεις προχέουσ’ αδαμάστους,

κέκλυθι, καί πολύμοχθον εμήν βιότοιο πορείην

ιθύνοις σέο, πότνα, δικαιοτάτοισι βελέμνοις

ουχ οσίων παύουσα πόθων κρυόεσσαν ερωήν.»
e l'origine grande, regale, da cui tutti

nacquero gli immortali alati Amori,

dei quali alcuni con dardi intellettivi saettano

le anime, affinché punte da stimoli sublimanti di desideri,

agognino vedere le sedi d'igneo splendore della madre;

altri, invece, in obbedienza ai voleri e ai previggenti, salutari consigli del padre,

desiderosi d'accrescere con nuove nascite il mondo infinito,

eccitano nelle anime il dolce desiderio della vita terrena.

Altri ancora sui vari sentieri degli amplessi nuziali

incessantemente vigilano, onde da stirpe mortale

immortale rendere il genere degli uomini oppressi dai mali

e a tutti stanno a cuore le opere di Citerea, madre d'amore.

Ma, o dea, poiché tu dovunque porgi orecchio attento,

o che circondi il vasto cielo, dove dicono che tu

sia l'anima divina del mondo eterno,

o che risiedi nell'etere al di sopra dell'orbite dei sette pianeti,

riversando su di noi, che da te discendiamo, indomite energie,

ascolta, e il doloroso cammino della mia vita

guida coi tuoi santissimi strali, o veneranda,

placando l'impeto gelido dei desideri non pii.»
(Proclo, Inno ad Afrodite. Traduzione di Davide Giordano, in Proclo, Inni, Firenze, Fussi, 1957, pp.26-29)

## Gli Eroti nell'arte
Gli Erotes compaiono nell'arte greca, segnatamente nella pittura vascolare, a partire dal 520 a.C. Inizialmente come compagni della dea Afrodite, successivamente da soli. La prima attestazione di Afrodite che tiene in braccio Eros e Himeros risale invece al 570 a.C., a una pinax attica a figure nere oggi conservata al Museo archeologico nazionale di Atene (cfr. ).
I primi fregi scolpiti raffiguranti un gruppo di erotes e fanciulle alate su carri trainati da capre, sono stati creati per ornare i teatri dell'antica Grecia nel II sec. a.C. La rappresentazione di erotes in tali fregi è divenuto poi comune nelle scene di caccia.
A causa del loro ruolo nel letteratura classica, la rappresentazione di eroti è a volte puramente simbolica (indicante nella sua generalità una qualche forma di amore), oppure possono essere anche ritratti come caratteri singoli. Così la loro presenza in immagini altrimenti non sensuali, come in quelle raffiguranti due donne, è stato interpretato da alcuni autori come indicante un "sottotesto" lesbico o comunque omoerotico.
Nel culto di Afrodite in Anatolia, immagini iconografiche della Dea con tre erotes al seguito simboleggiano i tre regni su cui ella aveva il dominio: terra, cielo e acqua.

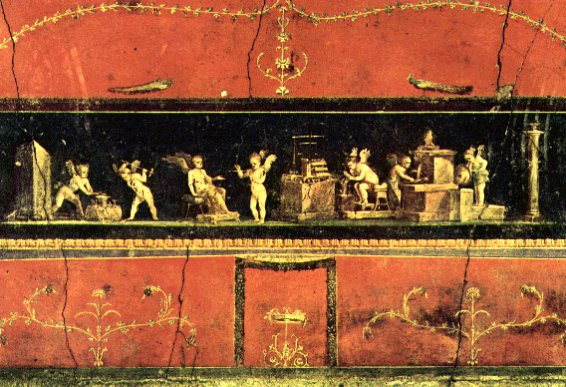
Affresco dalla Casa dei Vettii di Pompei. I secolo d.C., Amorini al lavoro nella coniazione di monete.

## Arte cristiana
Essi sono rappresentati come bambini maschi alati (le successive rappresentazioni della figura del cherubino-angelo è stata ispirata da loro).
Dal punto di vista iconografico gli angeli cristiani verranno raffigurati con le ali solo a partire dal IV secolo, questo per evitare la loro confusione con divinità pagane come Nike.

## Gli Eroti nell'arte moderna

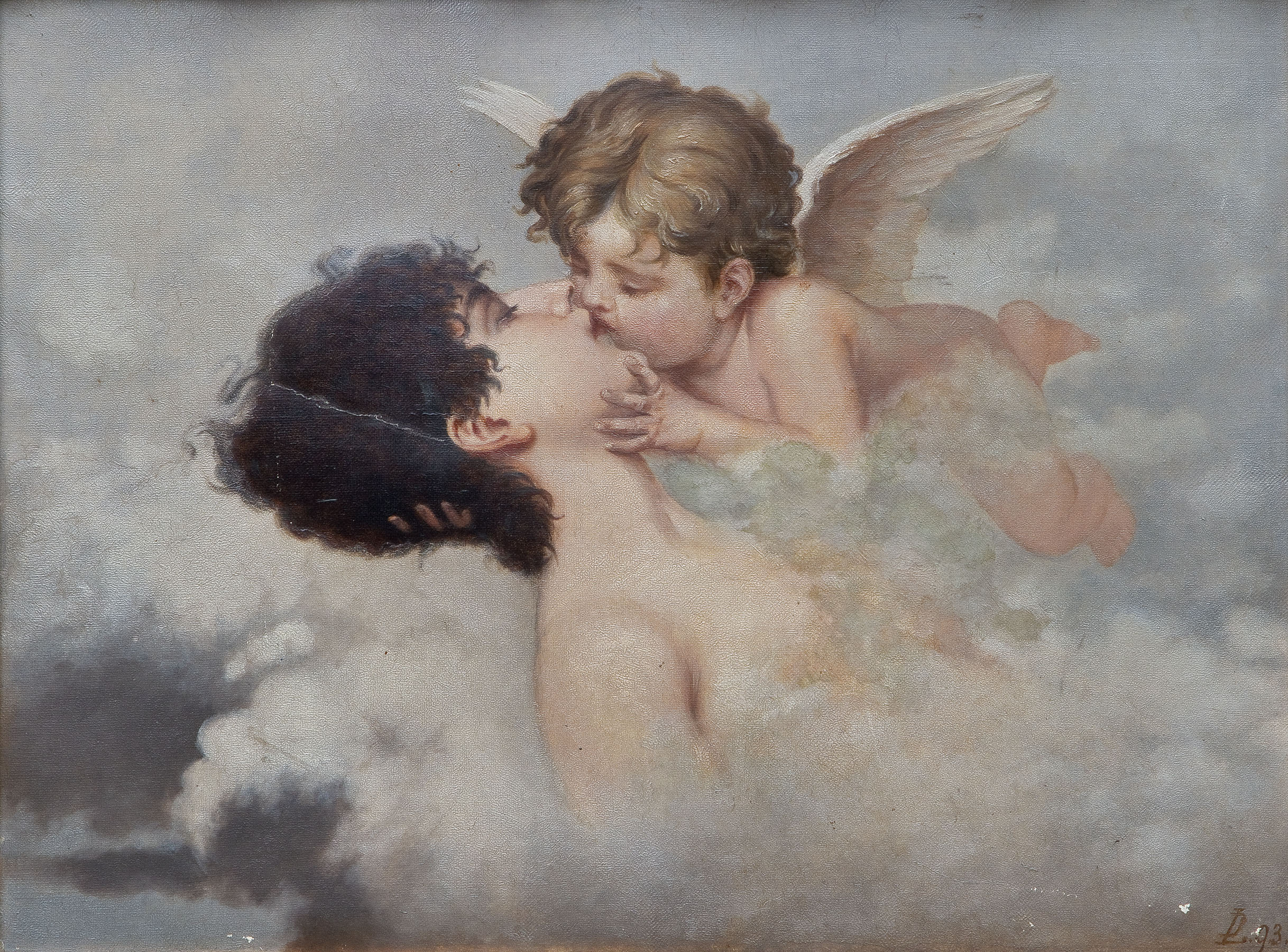
Un putto in azione, 1883.
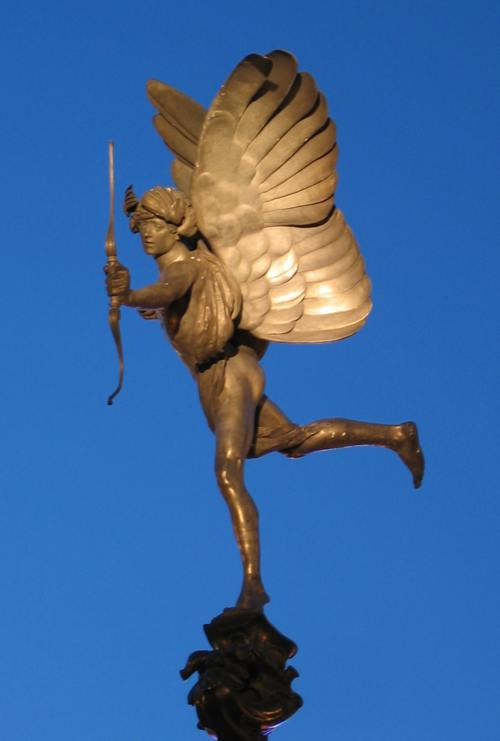
Anteros, popolarmente conosciuto come Eros, di Alfred Gilbert (scultore), 1885; dallo "Shaftesbury Memorial" in Piccadilly Circus.
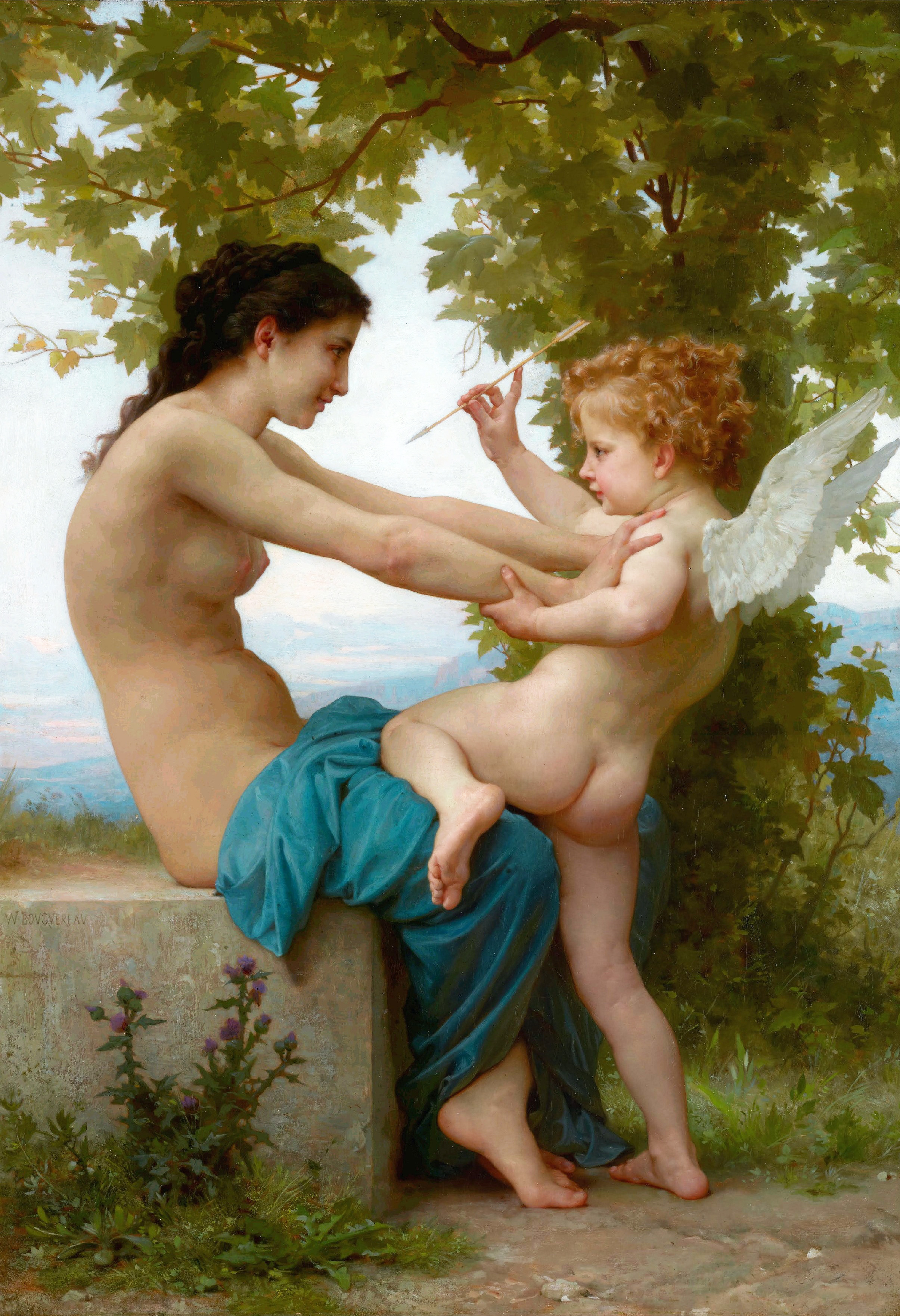
"Una ragazza cerca di difendersi da Eros" (1880), di William-Adolphe Bouguereau.
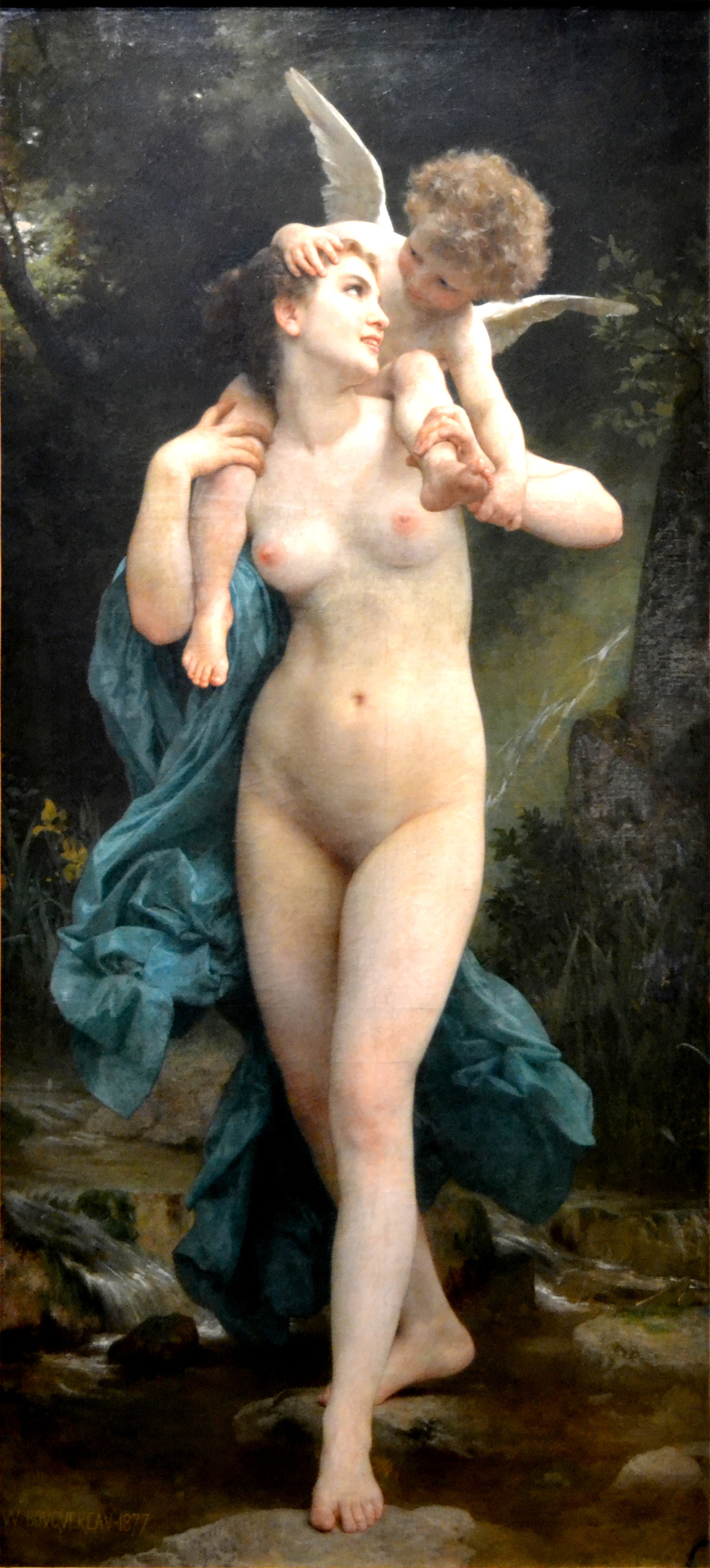
"Giovinezza e Amore" (1877), di William-Adolphe Bouguereau.
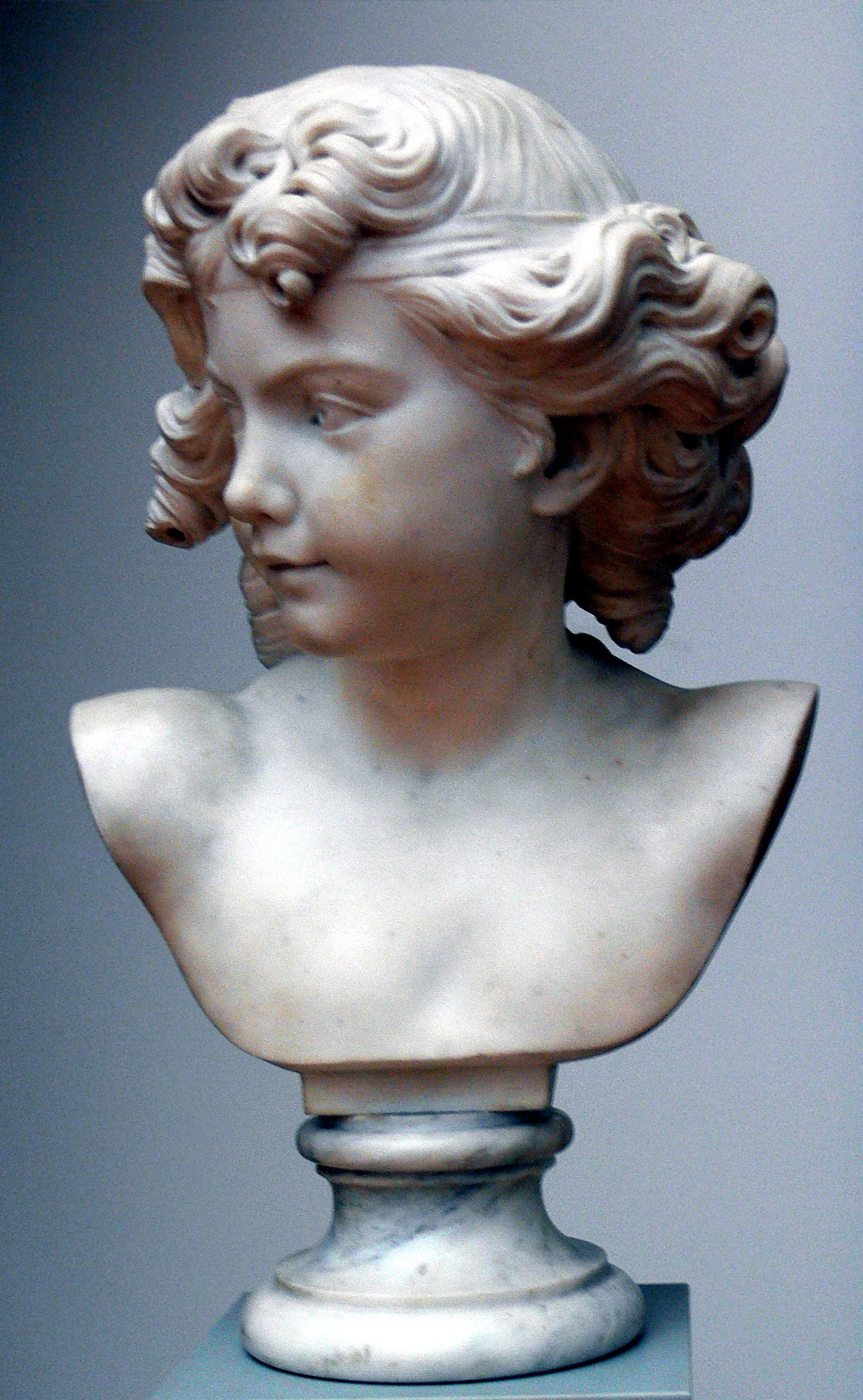
"Testa di Cupido" (1769), di Jean Pierre Antoine Tassaert.